# Skipass

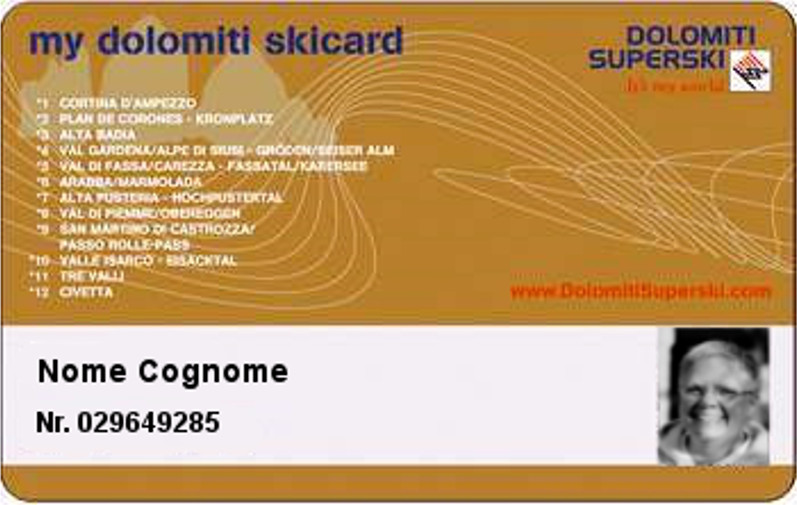
Dolomiti Superski Skipass, 2014

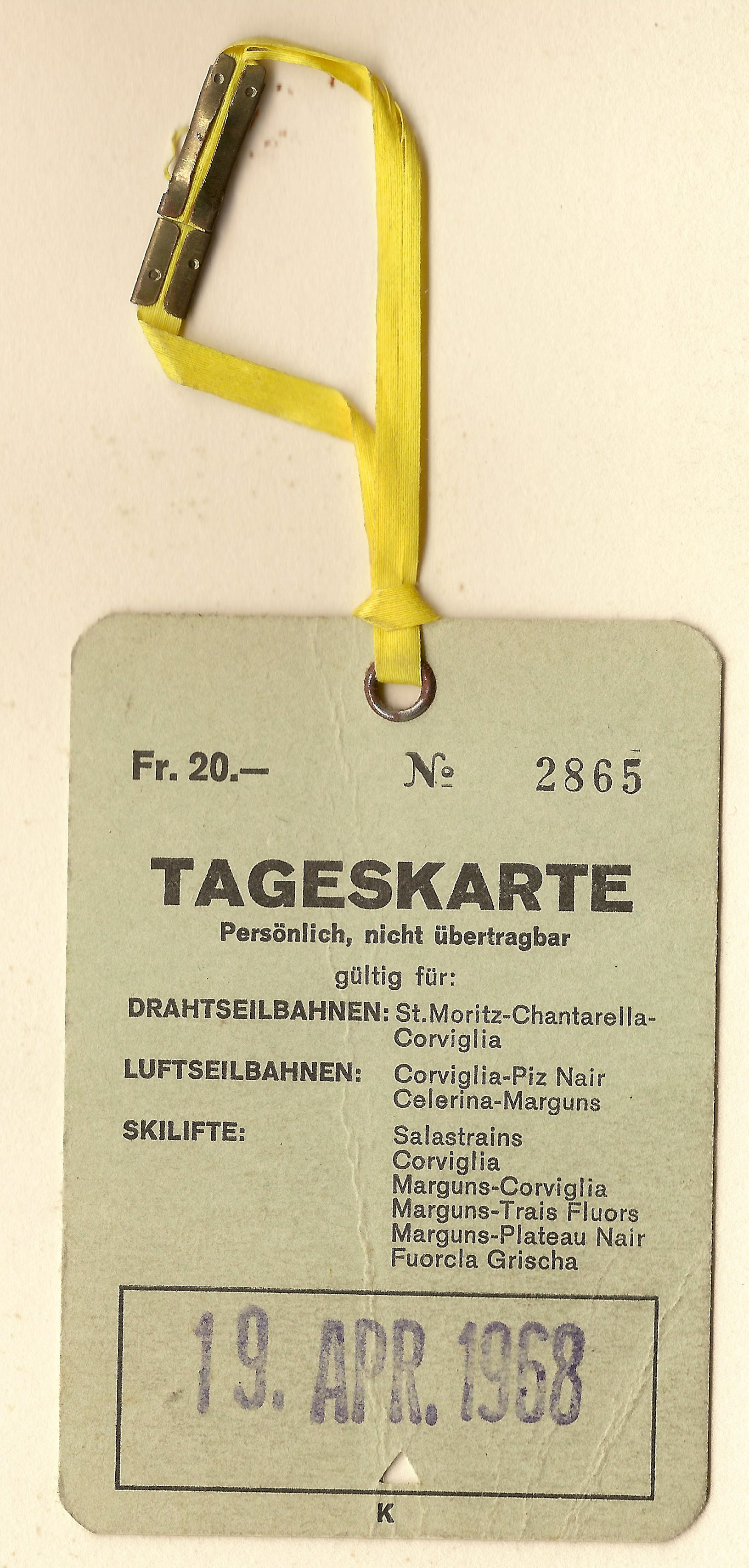
Engadin – Tageskarte für Skilifte, 1968

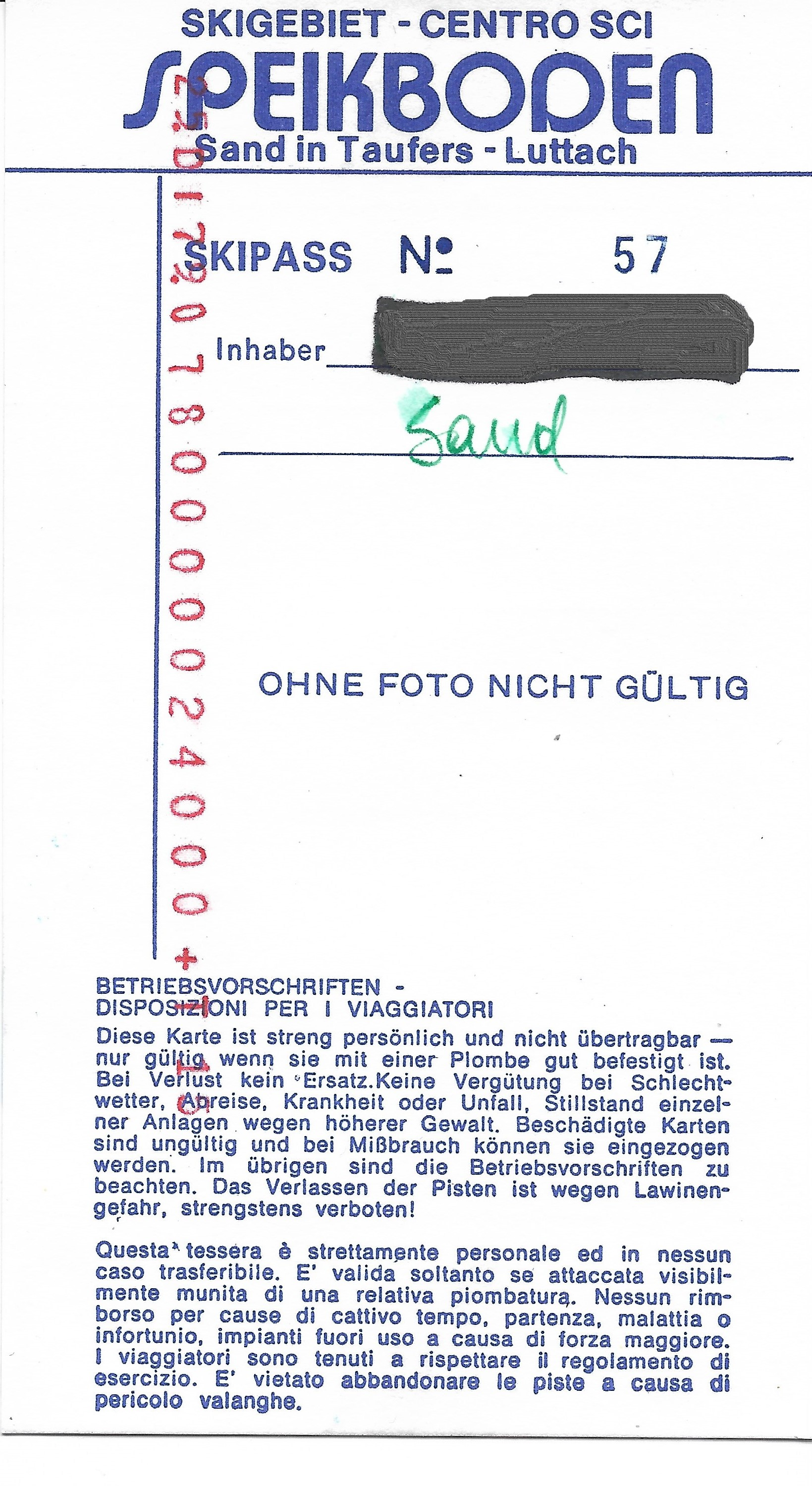
Jahresskipass des Skigebiets Speikboden von 1979

Ein Skipass ist eine Zeitkarte für die Nutzung eines bestimmten Skigebiets.

## Gültigkeit
Ein Skipass kann eine unterschiedliche Gültigkeitsdauer (Stundenkarte, Tageskarte, Mehrtageskarte, Saisonkarte) haben und sich auf ein oder mehrere Skigebiete beziehen. Skipässe werden von einzelnen Bergbahngesellschaften und immer mehr von Zusammenschlüssen von verschiedenen Bergbahngesellschaften, Liftverbünden oder ganzen Regionen zu einem Groß-Skigebiet (z. B. Dolomiti Superski oder Ski amadé), herausgegeben. Im Skipass ist die Nutzung aller Seilbahnen und Skilifte im entsprechenden Gebiet inbegriffen. Die Abrechnung durch die Betreiber erfolgt meist intern über ausgehandelte Verteilungsschlüssel oder Beteiligungen an einer gemeinsamen Vermarktungsfirma.
Heute ist es weit verbreitet, dass mit dem Skipass auch Vergünstigungen einer ganzen Urlaubsregion verbunden sind, wie Ermäßigungen für öffentliche Verkehrsmittel der Gegend, Benutzung von Parkraum, oder Ermäßigungen beim Besuch von örtlichen Museen oder von Wellnessinfrastruktur wie Bädern und Thermen, aber auch Eintritt zu öffentlichen Veranstaltungen (etwa Konzerten). Das stärkt den wirtschaftlichen Zusammenhalt einer Region als Gesamtdestination, indem die Wertschöpfung von Skigebieten als Leitunternehmen verteilt wird und gemeinsames Tourismusmarketing ermöglicht, und bietet im Gegenzug den Skigebietsbetreibern auch eine Schlechtwetteralternative, ohne die Kundenbindung aufzugeben, und dem Kunden ein breitgestreuteres und damit reizvolleres Angebot mit einem gewissen „all-inclusive“-Gefühl, was dem modernen Urlaubsverhalten entgegenkommt.

## Preisgestaltung
Preisermäßigungen gibt es oft für Kinder/Jugendliche, Senioren, Skifahrer mit Invalidität, organisierte Gruppen und Skilehrer. Für Fußgänger werden häufig Spezialpässe angeboten. Viele Reiseanbieter bieten Skireisen inklusive Skipass an.
Bei einem Unfall oder einer Verletzung können die Skipasskosten nach der Vorlage eines ärztlichen Attest auf dem Kulanzweg gegebenenfalls rückerstattet werden. Bei Schlechtwetter, Lawinengefahr, Betriebsunterbrechungen, Sperrung von Abfahrten usw. wird in der Regel keine Rückvergütung eingeräumt.

## Technik
Technisch gesehen ist ein Skipass ein Ticket, welches heutzutage meist berührungslos mittels RFID-Technologie erkannt wird und bei Gültigkeit die Drehkreuze in den Bahnstationen freischaltet. Im Hintergrund wird die Fahrt automatisch registriert und unter den einzelnen Bergbahngesellschaften eines Liftverbundes verrechnet. Es gibt Einwegkarten und wiederverwendbare mit Pfand. Für die Unterbringung des Skipasses haben die meisten Skianzüge vorne am linken Ärmel eine spezielle kleine Tasche. Ein bekannter Hersteller von automatischen Zugangssystemen in Skigebieten ist die Firma Skidata.